# Milichia seguyi
Milichia seguyi är en tvåvingeart som beskrevs av Willi Hennig 1937. Milichia seguyi ingår i släktet Milichia och familjen sprickflugor.
Artens utbredningsområde är Algeriet. Inga underarter finns listade i Catalogue of Life.